# Promień rdzeniowy
Promień rdzeniowy, sfera międzywiązkowa – tkanka miękiszowa znajdująca się pomiędzy wiązkami przewodzącymi w budowie pierwotnej łodygi typu eusteli. Promienie rdzeniowe mają znaczną wysokość, ulegają rozszczepieniu przez komórki wrzecionowate wrastające z pasm kambium wiązkowego. U roślin zielnych i pnączy promienie mogą jednak zachować swoją integralność.